# Borowiec dęty

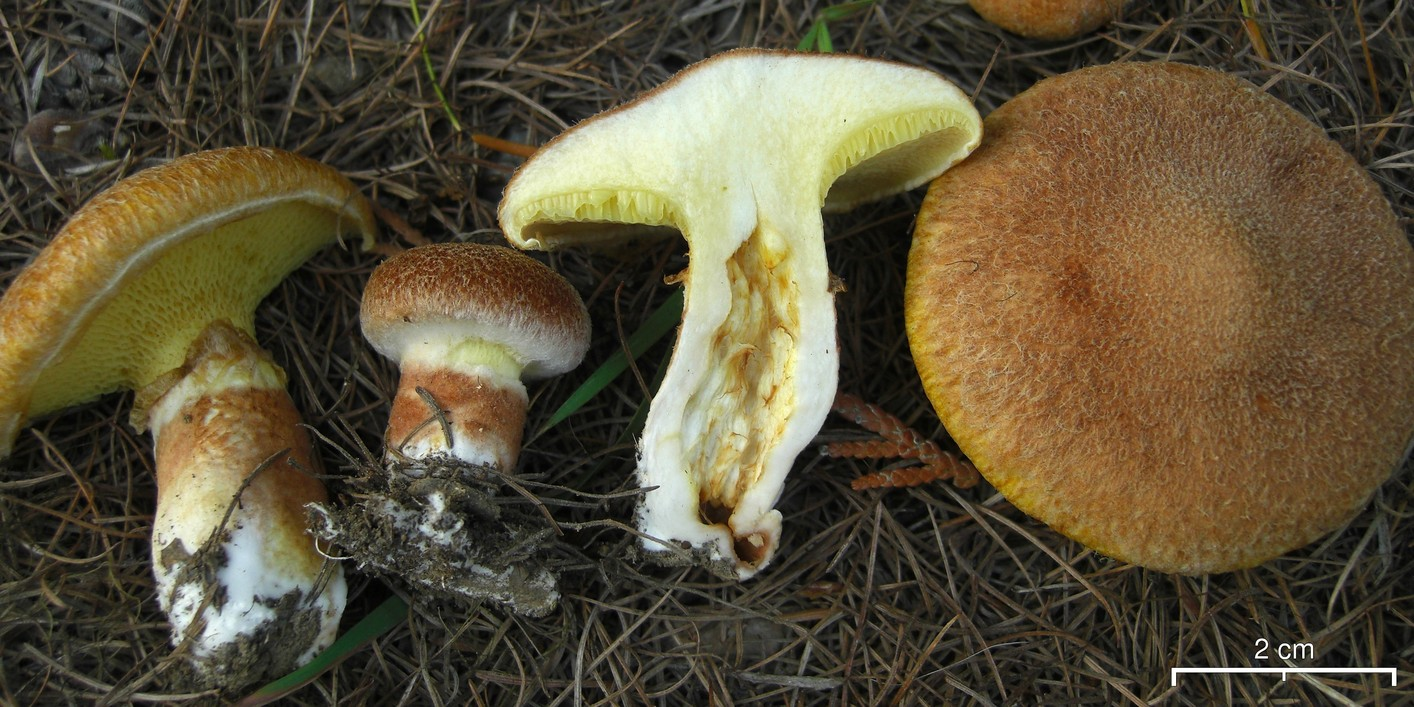

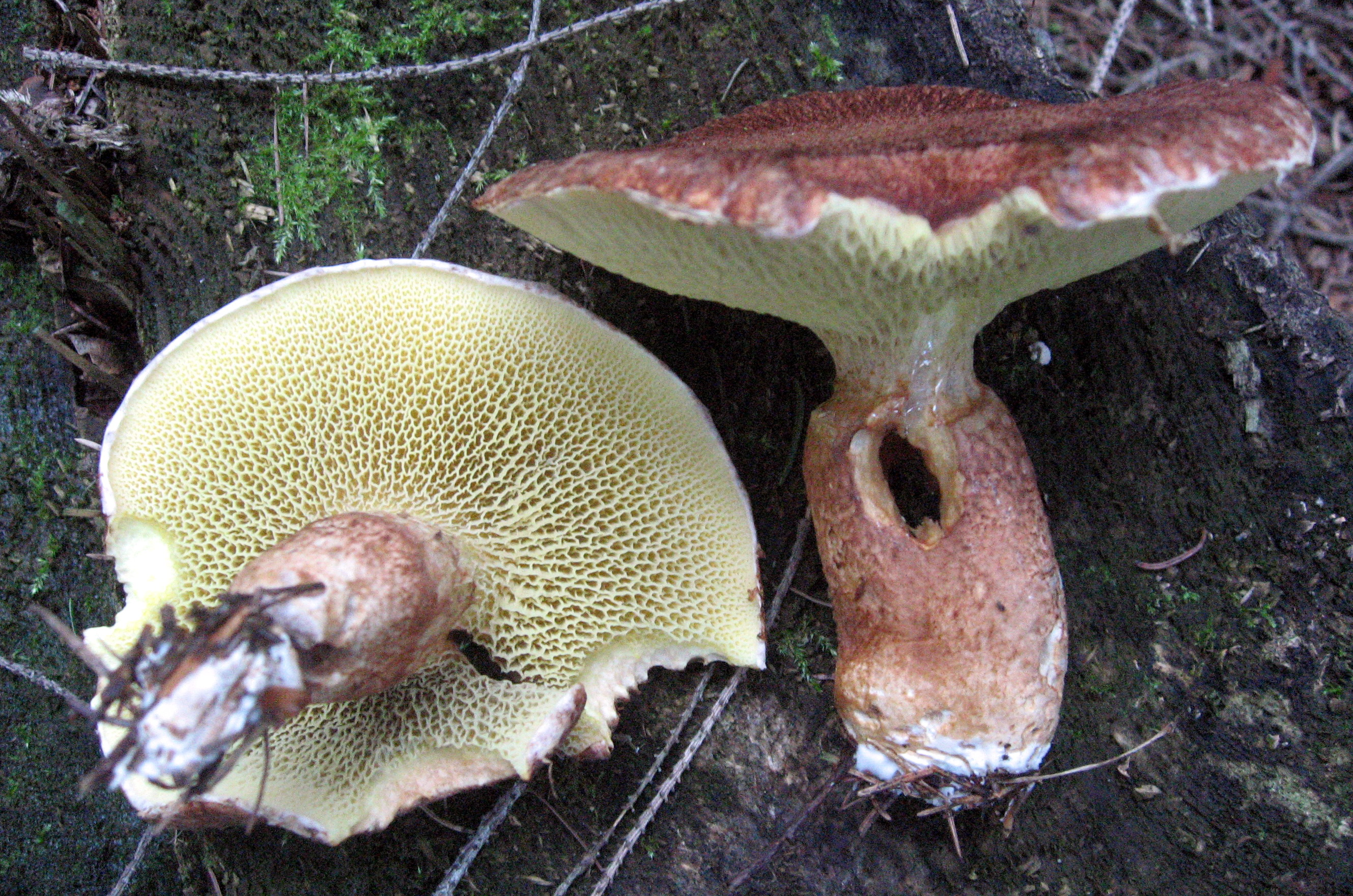

Borowiec dęty, maślak dęty (Suillus cavipes (Opat.) A.H. Sm. & Thiers) – gatunek grzybów z rodziny maślakowatych (Suillaceae).

## Systematyka i nazewnictwo
Pozycja w klasyfikacji: Suillaceae, Boletales, Agaricomycetidae, Agaricomycetes, Agaricomycotina, Basidiomycota, Fungi (według Index Fungorum).
Po raz pierwszy takson ten zdiagnozował w 1836 r. Wilhelm Opatowski nadając mu nazwę Boletus cavipes. Obecną, uznaną przez Index Fungorum nazwę nadali mu w 1964 r. A.H. Sm. & Thiers, przenosząc go do rodzaju Suillus.
Synonimy naukowe:

- Boletinus cavipes (Opat.) Kalchbr. 1867
- Boletinus cavipes f. aureus (Rolland) Singer 1938
- Boletinus cavipes var. aureus Rolland 1888
- Boletinus porosus (Berk.) Peck
- Boletopsis cavipes (Opat.) Henn., in Engler & Prantl 1900
- Boletus cavipes Opat. 1836
- Boletus porosus (Berk.) Sacc. 1891
- Euryporus cavipes (Opat.) Quél. 1886
- Paxillus porosus Berk. 1847[3].

Nazwę polską podała Alina Skirgiełło w 1960 r., wcześniej używała też nazwy borowik pustotrzonowy, Władysław Wojewoda w 2003 r. zaproponował nazwę borowiczak dęty. Wszystkie te nazwy są niespójne z nazwą naukową, według Index Fungorum gatunek ten bowiem należy obecnie do rodzaju Suillus (maślak). W internetowych atlasach grzybów opisywany jest jako maślak dęty. Nazwę maślak dęty rekomenduje też Komisja ds. Polskiego Nazewnictwa Grzybów Polskiego Towarzystwa Mykologicznego zarekomendowała w 2021 r.

## Morfologia
Kapelusz
4–12 cm średnicy, początkowo półkolisty lub stożkowaty, z wiekiem płaski z małym garbkiem pośrodku. Początkowo ma brzeg podwinięty, później ostry. Cały pokryty jest drobnymi, ciemniejszymi kosmkami i jest pilśniowato łuskowaty. Kolor od żółtobrązowego przez czerwonobrązowy do brązowego.
Rurki
Krótkie, nieco zbiegające na trzon. Pory bardzo duże, promieniście wydłużone w kolorze od żółtego do żółtooliwkowego. Nie zmieniają koloru. za młodu okryte są białawą osłoną.
Trzon
Wysokość 4–10 cm, grubość 1–2 cm, walcowaty, dołem zgrubiały, pusty. Barwy tej samej co kapelusz lub jaśniejszy. W górnej części z białawym pierścieniem.
Miąższ
W kapeluszu żółtawy, gąbczasty, w trzonie biały i bardziej zwarty. Nie zmienia barwy po uszkodzeniu. Zapach przyjemny, smak nieco kwaśny, u starszych okazów gorzkawy.
Wysyp zarodników
Oliwkowożółtawy. Zarodniki elipsoidalno-wrzecionowate, o rozmiarach 7–19 × 3–4 μm.

## Występowanie i siedlisko
W piśmiennictwie naukowym podano ponad 80 jego stanowisk w Polsce. Częściej występuje w górach. W opracowaniu Czerwona lista roślin i grzybów Polski jest zaliczony do kategorii grzybów rzadkich (R).
Naziemny grzyb mykoryzowy. Występuje wyłącznie pod modrzewiami, z którymi tworzy mikoryzę.

## Znaczenie
- W latach 1995–2004 gatunek był objęty ochroną częściową, od roku 2004 podlegał ochronie ścisłej, a od 2014 ponownie jest pod ochroną częściową[9].
- Jest jadalny, choć zwykle nisko się ceni jego walory smakowe.